# ラッキベツ岬
罗绮别岬（日语：／）是择捉岛的最东端的海角。它位于カモイワッカ岬东南12公里位置处；距该角西北1公里处是日本落差最大的瀑布罗绮别瀑布（ラッキベツ瀑布），落差140米；西南2公里处是罗绮别岳（ラッキベツ岳），海拔1,199米。